# Daniel Bailey
Daniel Everton Bailey (ur. 9 września 1986) – lekkoatleta, pochodzący z Antigui i Barbudy, specjalizujący się w biegach sprinterskich.
Czterokrotny uczestnik igrzysk olimpijskich: Ateny 2004 (bieg na 100 m, odpadł w I rundzie), Pekin 2008 (bieg na 100 m, odpadł w II rundzie), Londyn 2012 (bieg na 100 m, odpadł w półfinale) oraz Rio de Janeiro 2016 (bieg na 100 m, zajął 2. miejsce w eliminacjach i awansował do fazy półfinałowej, w której nie wystartował).

## Osiągnięcia
| Rok  | Impreza                               | Miejsce        | Lokata      | Konkurencja        | Wynik   |
| ---- | ------------------------------------- | -------------- | ----------- | ------------------ | ------- |
| 2003 | Mistrzostwa świata juniorów młodszych | Sherbrooke     | półfinał    | bieg na 100 m      | 10,80   |
| 2003 | Mistrzostwa świata juniorów młodszych | Sherbrooke     | 4.miejsce   | bieg na 200 m      | 21,59   |
| 2004 | Mistrzostwa świata juniorów           | Grosseto       | 4. miejsce  | bieg na 100 m      | 10,39   |
| 2004 | Igrzyska olimpijskie                  | Ateny          | eliminacje  | bieg na 100 m      | 10,51   |
| 2005 | Mistrzostwa świata                    | Helsinki       | eliminacje  | bieg na 100 m      | 10,49   |
| 2006 | Igrzyska Wspólnoty Narodów            | Melbourne      | ćwierćfinał | bieg na 100 m      | 10,38   |
| 2008 | Igrzyska olimpijskie                  | Pekin          | ćwierćfinał | bieg na 100 m      | 10,23   |
| 2009 | Internationales Stadionfest           | Berlin         | 1. miejsce  | bieg na 100 m      | 10,03   |
| 2009 | Mistrzostwa świata                    | Berlin         | 4. miejsce  | bieg na 100 m      | 9,93    |
| 2010 | Halowe mistrzostwa świata             | Doha           | 3. miejsce  | bieg na 60 m       | 6,57    |
| 2010 | Puchar interkontynentalny             | Split          | 2. miejsce  | bieg na 100 m      | 10,10   |
| 2011 | Mistrzostwa świata                    | Daegu          | 5. miejsce  | bieg na 100 m      | 10,26   |
| 2012 | Igrzyska olimpijskie                  | Londyn         | półfinał    | bieg na 100 m      | 10,16   |
| 2013 | Mistrzostwa świata                    | Moskwa         | eliminacje  | bieg na 100 m      | 10,45   |
| 2014 | Igrzyska Wspólnoty Narodów            | Glasgow        | półfinał    | bieg na 100 m      | 10,22   |
| 2014 | Igrzyska Wspólnoty Narodów            | Glasgow        | 6. miejsce  | bieg na 200 m      | 20,43   |
| 2014 | Igrzyska Wspólnoty Narodów            | Glasgow        | 7. miejsce  | sztafeta 4 x 100 m | 40,45   |
| 2015 | Mistrzostwa świata                    | Pekin          | 6. miejsce  | sztafeta 4 × 100 m | 38,61   |
| 2016 | Igrzyska olimpijskie                  | Rio de Janeiro | półfinał    | bieg na 100 m      | DNS     |
| 2017 | IAAF World Relays                     | Nassau         | –           | sztafeta 4 × 100 m | DNF     |
| 2017 | IAAF World Relays                     | Nassau         | 8. miejsce  | sztafeta 4 × 200 m | 1:25,11 |

## Rekordy życiowe
- bieg na 50 metrów (hala) – 5,75 – Nowy Jork 28/01/2012 (rekord Antigui i Barbudy)[1]
- bieg na 60 metrów (hala) – 6,54 – Birmingham 21/02/2009 & Birmingham 21/02/2009 & Boston 06/02/2010 (rekord Antigui i Barbudy)
- bieg na 100 metrów – 9,91 – Paryż 17/07/2009 (rekord Antigui i Barbudy)
- bieg na 200 metrów – 20,40 – Meksyk 16/08/2014

29 sierpnia 2015, podczas mistrzostw świata, sztafeta 4 × 100 metrów Antigui i Barbudy w składzie: Chavaughn Walsh, Daniel Bailey, Jared Jarvis oraz Miguel Francis, ustanowiła wynikiem 38,01 aktualny rekord kraju w tej konkurencji.